# Station Tinnegrend
Station Tinnegrend (Noors: Tinnegrend stoppested)  is een voormalig station in  Notodden in de  gelijknamige gemeente in fylke Telemark  in  Noorwegen. Het station werd geopend in 1918. Het stationsgebouw werd ontworpen door Gudmund Hoel en Eyvindt Gleditsch. Het stationsgebouw ging in 2012 door brand verloren.
Tinnegrend lag oorspronkelijk aan Tinnosbanen. Het tracé van deze lijn tussen Tinnoset en Notodden werd in 1991 gesloten voor personenvervoer. Vanaf Notodden bleef de lijn als onderdeel van Bratsbergbanen open. Tinnegrend werd echter in 2004 gesloten.